# Ausrufung der Republik Deutschösterreich

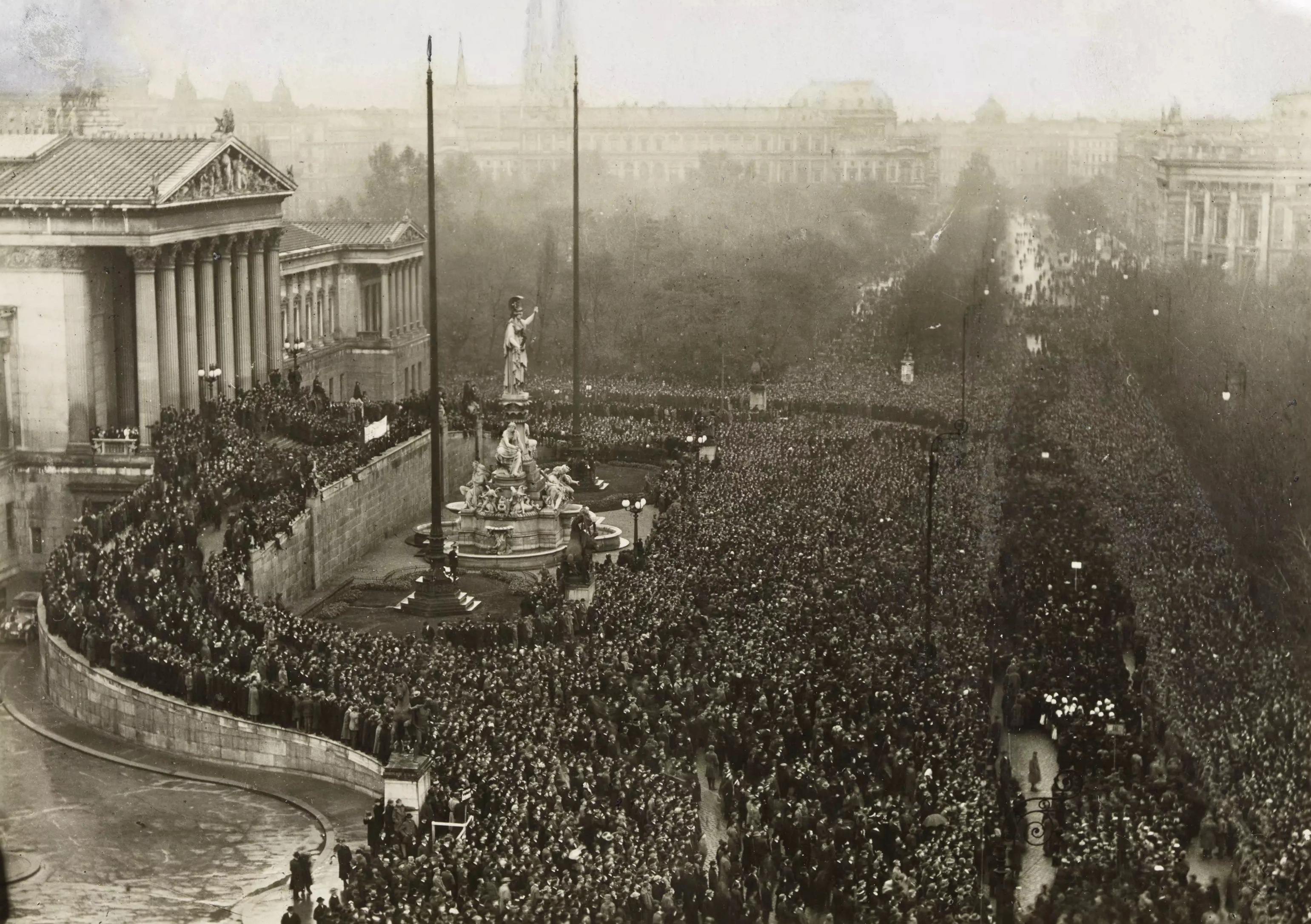
12. November 1918;
Blick auf die Parlamentsrampe (Aufnahme von Richard Hauffe)

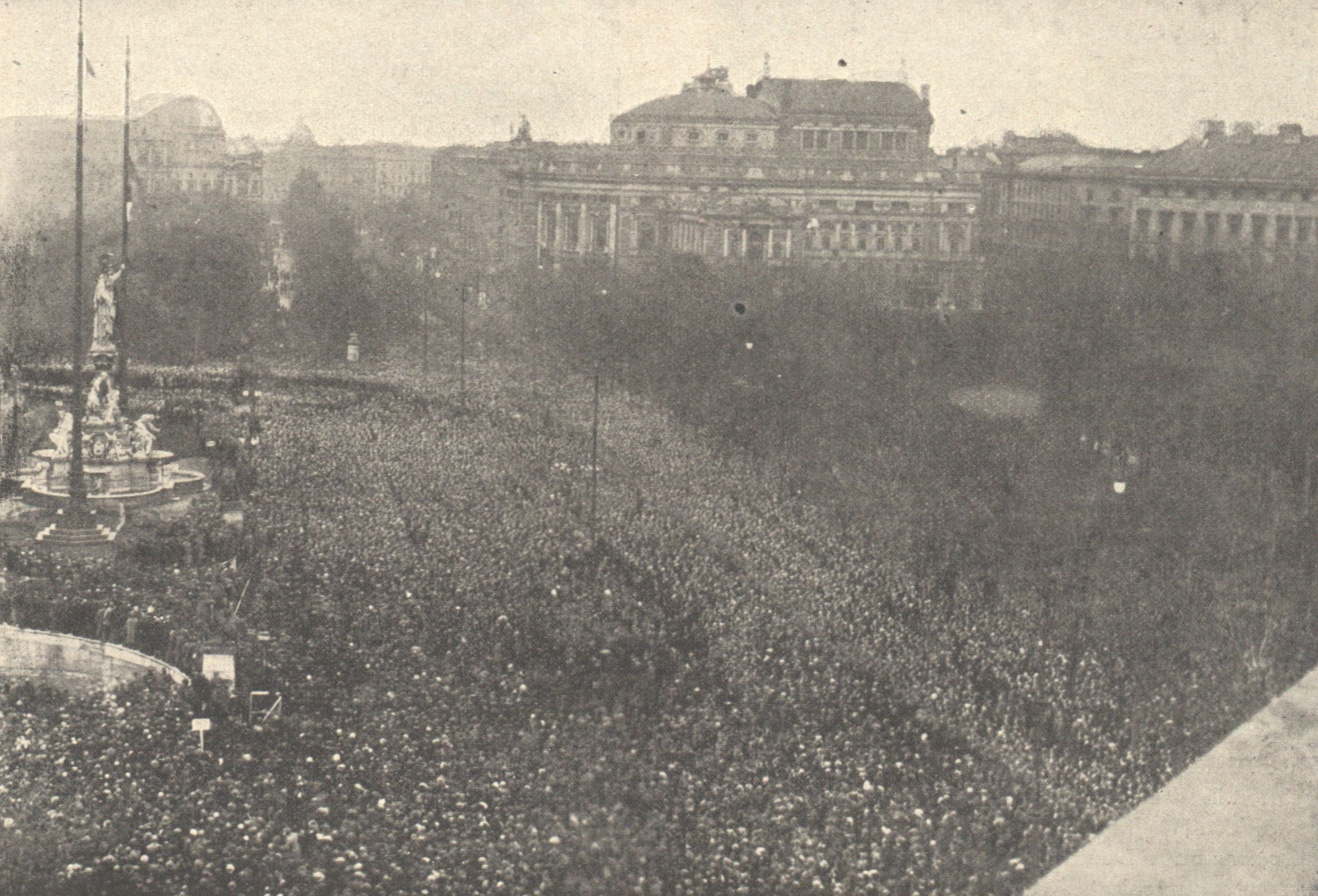
12. November 1918;
Blick auf den Franzensring

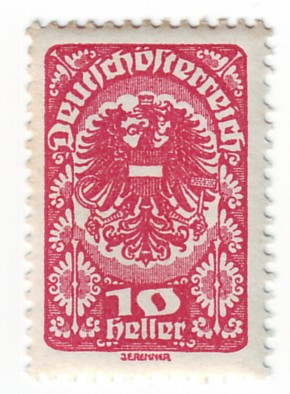
Briefmarke aus dem Jahr 1919 mit dem Wappen der Republik Deutschösterreich

Die Ausrufung der Republik Deutschösterreich erfolgte am 12. November 1918 durch zwei der drei Präsidenten der Provisorischen Nationalversammlung, Franz Dinghofer und Karl Seitz, vor dem Parlamentsgebäude in Wien.
Für diesen Tag, einen Dienstag, war in Österreich Arbeitsruhe angeordnet und die Bevölkerung war aufgerufen, an der Proklamation teilzunehmen. Trotz des nasskalten Wetters versammelten sich vor dem Parlament etwa 150.000 Menschen. Darunter befand sich auch eine Gruppe Floridsdorfer Arbeiter, die ein Transparent mit der Aufschrift „Hoch die Sozialistische Republik“ mit sich führten. Aus der Stiftskaserne rückten zwei Kompanien der Wiener „Roten Garden“ aus, an ihrer Spitze der frühere k.u.k. Oberleutnant und nunmehrige Journalist Egon Erwin Kisch und als Kommandant der zweiten Kompanie der Zugsführer Robert Lindner. Trotz ausdrücklichem Verbot trugen sie in den Manteltaschen Patronen mit sich. Ebenso marschierten eine Heimkehrerkompanie, das Deutschmeister-Volkswehrbataillon und eine Gruppe aus Ottakring an. Polizeikräfte waren nicht anwesend. Deren Aufgabe war an die von Julius Deutsch organisierte Volkswehr übergeben worden. 
Nach der dritten Lesung und einstimmigen Annahme des „Gesetzes über die Staats- und Regierungsform von Deutschösterreich“ erschienen kurz vor 16 Uhr Parlamentspräsidenten, Regierungsmitglieder und Abgeordnete der Nationalversammlung in feierlichem Zug an der Balustrade vor der Säulenhalle des Parlaments. Präsident Dinghofer begann den Text der neuen Verfassung zu verlesen, wobei zwei Parlamentsdiener rechts und links langsam rot-weiß-rote Fahnen hochziehen wollten. Nun stürmten Rotgardisten aus der Gruppe Kisch vor, rissen aus den Fahnen den weißen Mittelteil heraus und zogen den roten Rest der Fahnen hoch. Danach sprachen noch Staatskanzler Karl Renner sowie Nationalversammlungspräsident Karl Seitz, um 16:30 Uhr nahmen die Abgeordneten wieder die Plätze im Parlament ein.
Vor dem Parlament diskutierten noch einige Gruppen, wobei Karl Steinhardt, der Hintermann der Arbeiterräte von Wiener Neustadt und Mitgründer der österreichischen Kommunistischen Partei, Wortführer war. Er hatte ein Gegenmanifest in der Hand und rief zur Errichtung einer Räterepublik auf. Den Applaus der Umstehenden fasste er als Zustimmung auf und versuchte, an der Spitze eines Trupps Bewaffneter in das Parlament einzudringen, um dem Staatsrat die Forderung nach der sofortigen Begründung einer sozialistischen Republik zu überbringen. Dabei wurde er von Julius Deutsch und sozialdemokratischen Funktionären aufgehalten. 
Als Nächstes stürmte eine Volkswehrgruppe unter Leitung eines Offiziers mit gezogenem Säbel und gefällten Bajonetten gegen die Roten Garden vor. Das Parlamentstor wurde geschlossen. Nun fiel ein Schuss und darauf feuerten die Roten Garden gegen das Parlament und die Säulen. Am Kopf verletzt wurde Ludwig Brügel, der Leiter des Pressebüros der Staatskanzlei und Schriftsteller. Ein Mann und ein Kind wurden von der flüchtenden Menge zu Tode getrampelt, zudem gab es mehrere Schwer- und viele Leichtverletzte. Gegen 17:15 Uhr legte sich der Tumult.
Kurz darauf besetzten 150 Rotgardisten unter Leitung von Egon Erwin Kisch die Redaktion der Wiener Tageszeitung Neue Freie Presse und erzwangen den Druck einer Sondernummer über die Ausrufung der sozialistischen Republik. Um 20 Uhr wurde noch ein zweites Flugblatt erzwungen, mit dem die Besetzung der Neuen Freien Presse gerechtfertigt werden sollte. Die Versuche, vor dem Parlament und medial die sozialistische Republik auszurufen, waren vergeblich. Sie wurden noch nicht einmal von den Sozialdemokraten unterstützt. 
Der Tag der Ausrufung der Republik wurde 1919 zum Staatsfeiertag erklärt und blieb dies bis zu seiner Abschaffung im autoritären Ständestaat.
Die vom Palais Epstein aus fotografierte Aufnahme von Richard Hauffe, die die Menschenmenge vor dem Parlament zeigt, wurde zur bekanntesten Darstellung der Republiksausrufung.